# Koperta lata
Koperta lata är en insektsart som beskrevs av Irena Dworakowska 1994. Koperta lata ingår i släktet Koperta och familjen dvärgstritar. Inga underarter finns listade i Catalogue of Life.